# 唐人歌
唐人歌（とうじんうた）は、江戸時代から明治時代にうたわれた流行歌である。歌詞は中国語ふうの音（おん）をまねたもので、意味の不明なものも多い。
唐人歌に分類されるもので最古のものは、『茶盃拝』（『茶子味梅』とも）にある狂言小歌の「すうらんどんほごいてうぶゆがんなんつるほうけなんがんこいもんがんごいせつばせいやらてうをたら」という歌である。
江戸時代では、『卜養狂歌集』に「その頃世にはやる唐人歌とて、のんせんふらんらん露の情なやといふ事を歌ひける」（『松の落葉』には大津追分絵踊に「浮世のんせんふんらんらん」とある）、『毛吹草』に「小歌の中の句に、ふうらいふらいふる妻いとし軒の雪、此句唐人歌歟」とある。
『御船歌笛』に「唐人唄」と題するものに「さあちやあわへらんやしやんで（省略）」、「ろすかさんはいおなりすんやおなりや（省略）」の2つがある。
これらの歌は元禄以前のものであるが、元禄年間には、『松の葉』の唐人歌「かんふらんはるたいてんよながさきさくらんじやばちりこていみんよでんれきえきいきははんはうろうふすをれえんらんす」が有名であるとされる。
歌詞の意味の明瞭な歌では、『落葉集』にある唐人踊の歌で、「いきにていきにてすいちやゑんちや（省略）」というものがある。
これは『唐音和解』にある中国の俗歌「酔胡蝶」の「一更裡天一更裡天、月照紗窓」に由来する。
これらの中には踊りがともなうものがあり、これを唐人おどりであり、半井卜養の『酔笑庵之記』には、「のんせん踊り」の名称があるのは、上記の「浮世のんせん」の歌に付けたもの、「ふうらいふうらい」の歌は近江踊りの歌詞である。
『酔笑庵之記』に南京踊、『好色万金丹』巻4に「漢浦塞の踊」とあるのは、いずれも唐人おどりであるが、ただし歌詞の有無はあきらかでない。
天明年間には、上方で流行した「唐人唐言葉、ゑんさいぶし」がある。
文政年間には、『浮世草』にある「唐咽」（からむせび。「どんちゃ寝言」とも）が有名であるとされる。
これは『童謡雑録』にもある。歌詞は「ドンチャン、ドンチャンドンチャン、妙カンドンチャ（省略）」という。またカンカン踊りの歌その他にも唐人歌がうたわれた。